# ENodeB

eNodeB(이노드비, E-UTRAN Node B, Evolved Node B, eNB)는 UMTS의 UTRA의 노드 B 요소의 발전된 형태인 LTE의 E-UTRA 내의 요소이다. GSM망의 기지국 송수신기(BTS)와 같이 모바일 해드셋(UE)과 직접 무선으로 통신하는 휴대전화망에 연결되는 하드웨어이다.
전통적으로 노드 B는 최소한의 기능만이 있으며 라디오 네트워크 컨트롤러(RNC)에 의해 통제된다. 그러나 eNB의 경우 별도의 컨트롤러 요소가 없다. 이로써 구조를 단순하게 만들고 응답 시간을 더 낮출 수 있게 된다.

## 같이 보기
- LTE
- E-UTRA